# Grupo de Poincaré

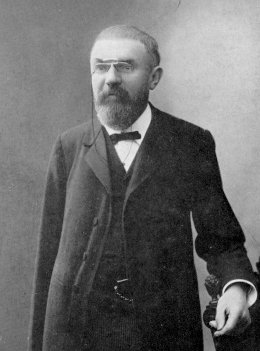
Henri Poincaré.

En física y matemática, el grupo de Poincaré es el grupo de Lie formado por el conjunto de transformaciones de isometrías del espacio-tiempo de Minkowski.
De acuerdo con el principio de covariancia toda ecuación de la teoría de la relatividad especial debe ser invariante bajo transformaciones que pertenezcan al grupo de Poincaré. Es decir, el grupo de Poincaré se puede concebir como el grupo maximal tal que deja invariante todas las ecuaciones de la relatividad especial. Sin embargo, en general el grupo de Poincaré no desempeña ningún papel importante en teoría de la relatividad general, ya que el grupo de transformaciones que dejan invariante esa teoría en general no incluye un subgrupo homeomorfo al grupo de Poincaré. El grupo de Poincaré sin embargo sí es importante en la teoría cuántica de campos ordinaria que no incluye los efectos de la gravitación, ya que esa teoría se formula sobre el espacio-tiempo plano de Minkowski.

## Representación matricial
El grupo de Poincaré {\displaystyle {\mathcal {P}}} es una extensión del grupo de Lorentz {\displaystyle O(1,3)\,}, más concretamente es el producto semidirecto con el grupo de traslaciones del espacio de Minkowski:

{\displaystyle {\mathcal {P}}=\mathbf {R} ^{1,3}\rtimes O(1,3)\subset GL(\mathbb {R} ^{5})}

Por lo que cualquier momento del grupo de Poincaré puede representarse como:

{\displaystyle T_{\pi }={\begin{pmatrix}\Lambda _{00}&\Lambda _{10}&\Lambda _{20}&\Lambda _{30}&s_{0}\\\Lambda _{01}&\Lambda _{11}&\Lambda _{21}&\Lambda _{31}&s_{x}\\\Lambda _{02}&\Lambda _{12}&\Lambda _{22}&\Lambda _{32}&s_{y}\\\Lambda _{03}&\Lambda _{13}&\Lambda _{23}&\Lambda _{33}&s_{z}\\0&0&0&0&1\end{pmatrix}}}

Donde:
{\displaystyle (\Lambda _{ij})\,} son un conjunto de componentes matriciales que definen un elemento del grupo de Lorentz.
{\displaystyle (s_{x},s_{y},s_{z})\,} pueden interpretarse como un vector espacial, que permite incluir a las traslaciones espaciales dentro del grupo.
{\displaystyle s_{0}\,} puede interpretarse como una "traslación" temporal.

## Propiedades
- El grupo de Poincaré es un grupo de Lie no compacto 10-dimensional.
- De acuerdo con el programa de Erlangen la geometría del espacio de Minkowski está definida por el grupo de Poincaré.
- El grupo de Poincaré contiene al subgrupo abeliano formado por las traslaciones que además constituyen un subgrupo normal mientras que el grupo de Lorentz es un subgrupo, el estabilizador de un punto.
- De la propiedad anterior se sigue que el grupo de Poincaré es un producto semidirecto de las traslaciones y las transformaciones de Lorentz.
- Sus representaciones irreducibles unitarias de energía positiva se indexan por dos parámetros escalares, que en física se pueden interpretar como la masa (número no negativo) y el espín (número entero o semientero), y se asocia a las partículas en mecánica cuántica.
- El espacio de Minkowski se considera como un espacio homogéneo para el grupo.

## Álgebra de Lie asociada
En la forma de componentes, el álgebra de Lie del grupo de Poincaré satisface:
- {\displaystyle [P_{\mu },P_{\nu }]=0}
- {\displaystyle [M_{\mu \nu },P_{\rho }]=\eta _{\mu \rho }P_{\nu }-\eta _{\nu \rho }P_{\mu }}
- {\displaystyle [M_{\mu \nu },M_{\rho \sigma }]=\eta _{\mu \rho }M_{\nu \sigma }-\eta _{\mu \sigma }M_{\nu \rho }-\eta _{\nu \rho }M_{\mu \sigma }+\eta _{\nu \sigma }M_{\mu \rho }}

donde los {\displaystyle P_{\mu }} son los generadores de las traslaciones y {\displaystyle M_{\mu \nu }} son los generadores de las transformaciones de Lorentz.